# Tom Löfstedt
Tom Löfstedt es un deportista sueco que compitió en vela en la clase Star. Ganó dos medallas en el Campeonato Europeo de Star, plata en 2014 y bronce en 2013.

## Palmarés internacional
| \| Campeonato Europeo \| Campeonato Europeo \| Campeonato Europeo \| Campeonato Europeo \| \| Año \| Lugar \| Medalla \| Clase \| \| ------------------ \| ------------------ \| ------------------ \| ------------------ \| \| 2013 \| Båstad (Suecia) \| Medalla de bronce \| Star \| \| 2014 \| Brunnen (Austria) \| Medalla de plata \| Star \| |                   |                   |       |
| Campeonato Europeo |                   |                   |       |
| Año | Lugar             | Medalla           | Clase |
| 2013 | Båstad (Suecia)   | Medalla de bronce | Star  |
| 2014 | Brunnen (Austria) | Medalla de plata  | Star  |